# ムッセム
ムッセム（Moussem）とは、主にモロッコで行われているお祭りのひとつ。

## 著名なムッセム
タンタンのムッセム
モロッコ南部の都市タンタンで毎年9月に開催。以前からこのあたりでは周りの遊牧民族が集まって食料品の売買から馬やラクダのコンテスト、結婚式や演奏会などが行われていたが、1963年にそれらを祭典化したもの。1979年以降は治安の問題から開催を休止していたが2004年に復活した。2005年にはユネスコによる「人類の口承及び無形遺産の傑作の宣言」（無形文化遺産の前身）に日本の歌舞伎などとともに選ばれた。。
婚約ムッセム(fr)
モロッコ中東部にあるアトラス山脈東部のイミルシルで毎年9月に開催される。ここに暮らすベルベル人による一種の結婚式をともなう祭典。同時に大規模なスークなども行われている。